# Famille Claret de La Touche
La famille Claret de La Touche est une famille subsistante d'ancienne bourgeoisie française originaire de Bretagne qui s'est distingué par les fonctions militaires occupées par ses membres.
Elle a été illustrée par Georges de La Touche, général de division durant la Première Guerre mondiale (1852-1939).

## Histoire
La famille Claret de La Touche est anciennement et honorablement connue dans les environs de Vannes, en Bretagne. On trouvera sur elle des renseignements dans l'Annuaire de la Noblesse de 1859, dans le tome IV du Nobiliaire universel de M. de Magny et dans le Répertoire de biobibliographie bretonne de Kerviler.
M. de Magny la fait descendre d'un Yvon-François Claret de la Touche qui aurait figuré en 1512 à la réformation de la noblesse du diocèse de Vannes et qui, en 1536, aurait été ambassadeur du Duc en Angleterre, Cet historien paraît ignorer qu'en 1536 la famille des ducs de Bretagne était éteinte. Dans la réalité la famille Claret de la Touche appartenait simplement avant la Révolution à la haute bourgeoisie de sa région. On ne voit pas qu'elle ait été l'objet d'un jugement de maintenue de noblesse, ni que ses représentants aient jamais porté de qualifications nobiliaires.
L'aïeul des représentants actuels, Pierre Claret, né à Allaire en 1750, avocat au Parlement de Bretagne, domicilié à Redon, fut en 1792 et 1793 président du tribunal du district de la Roche-Bernard. Il mourut à Vannes en 1819 laissant trois fils.
Les divers membres de la famille Claret ont été autorisés par décrets du 9 septembre 1868 et de 1869 à joindre régulièrement à leur nom celui de La Touche.

## Principales personnalités
- Georges Prosper Anne Claret de la Touche (1852-1939), général de division.
- Louise-Marguerite Claret de la Touche (1868-1915), religieuse, cousine du précédent.

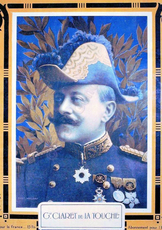
Georges Claret de La Touche
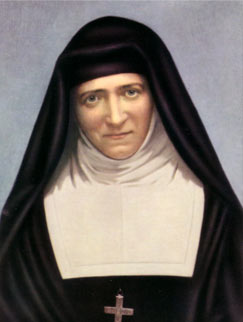
Louise-Marguerite Claret de La Touche

## Armoiries
« D'azur, à un lion d'argent, armé, lampassé, et couronné de gueules. »

## Généalogie
- Pierre Claret (1750-1819) X (1778) Olive Payen (1752-1841)
  - Pierre Claret de La Touche (1781-1870) X (1806) Louise Burgault (1785-1852)
    - Zépherine Claret de La Touche (1807-1868) X (1825) Pierre de La Haye de Silz
    - Pierre Claret de La Touche (1809-1891) X (1841) Euphémie Claret de La Touche (1820-?)
      - Geneviève Claret (1842-1848)

    - Flavie Claret de La Touche (1812-1887) X (1834) Henri Peslin (1802-?)
    - Edmond Claret de La Touche (1814-1880) X Alice Chailly-Honoré
    - Hippolyte Claret de La Touche (1823-1885) X Eugénie Guy

  - Magloire Claret (1783-1853) X (1813) Thérèse de Brossard (1794-?)
  - Marie Claret (1785-?) X Étienne Lasnier (1769-1847)
  - Prosper Claret (1787-1866) X (1814) Madeleine Bésuchet (1790-1821)
    - Prosper Claret de La Touche (1817-1905) X (1851) Virginie Barbe-Mintière (1832-1895)
      - Georges Claret de La Touche (1852-1939) X (1886) Marie-Marthe Delavau de Treffort de La Massardière (1866-1960)
        - Guy Claret de la Touche (1887-1953) X (1926) Alix de Lenzbourg (1895-1964)
          - Bernard Claret de La Touche (1927-2021) X (1972) Roberta Downs puis marié à Herta Lans
            - descendance masculine

        - Yvonne Claret de La Touche (1889-?) X Jacques Mithouard

    - Euphémie Claret de La Touche (1820-?) X (1841) Pierre Claret de La Touche (1809-1891)

  - Prosper Claret (1787-1866) X (1825) Zoé Gerbier de Vologé (1801-1860)
    - Ferdinand Claret de La Touche (1827-1875) X (1860) Mathilde Cousin
      - Mathilde Claret de La Touche (1861-?)
      - Louise-Marguerite Claret de la Touche (1868-1915)

    - Aimée Claret de La Touche (1830-1909) X (1854) Romain Mainié (1800-1886)

## Alliances
Les principales alliances sont : Payen (1778), Burgault (1806), de Brossard (1813), Bésuchet (1814), Gerbier de Vologé (1825), de La Haye de Silz (1825), Peslin (1834), Barbe-Mintière (1851), Mainié (1854), Cousin (1860), Delavau de Treffort de La Massardière (1866), de Lenzbourg (1926), Downs (1972), Chailly-Honoré, Guy, Lans, Lasnier, Mithouard.